# ميلوسلاف سترناد
ميلوسلاف سترناد (بالتشيكية: Miloslav Strnad)‏ هو لاعب كرة قدم تشيكي في مركز الهجوم، ولد في 3 ديسمبر 1981 في بينيشوف في جمهورية التشيك. لعب مع بانيك أوسترافا وبوهيميانز 1905 ومات تابورسكو.

## وصلات خارجية
- ميلوسلاف سترناد على موقع قاعدة بيانات كرة القدم.إي يو (الإنجليزية)
- ميلوسلاف سترناد على موقع Soccerway.com (الإنجليزية)